# Austin Montego
La Austin Montego è un'autovettura berlina di classe media prodotta dal Gruppo Austin Rover tra il 1984 e il 1994 e venduta inizialmente con marchio Austin e successivamente come Rover.

## La genesi e l'evoluzione

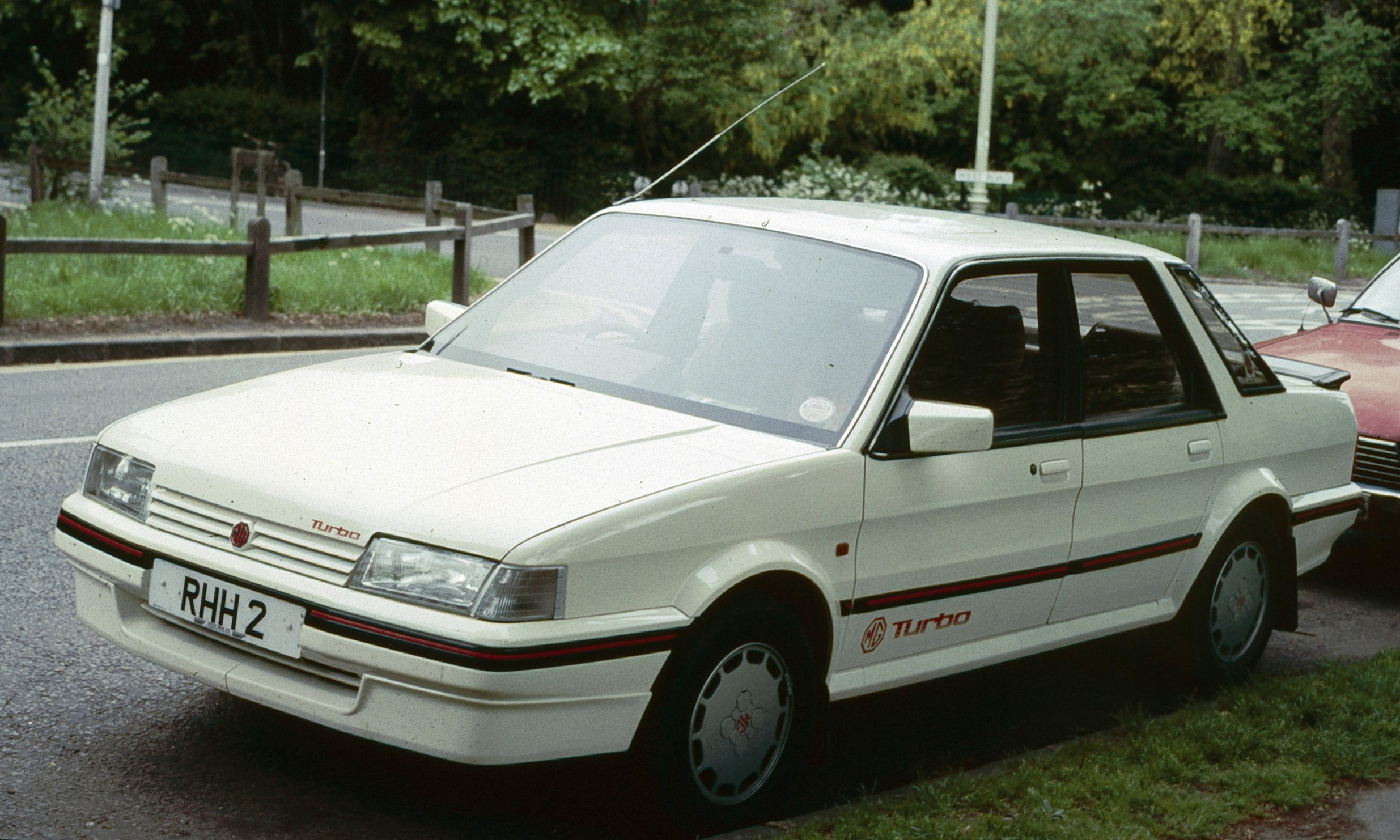
MG Montego Turbo

La Montego era una versione a tre volumi della hatchback Maestro (lanciata l'anno prima), con cui condivideva l'intera meccanica, gli interni e buona parte dei lamierati della carrozzeria. Una caratteristica della sua linea era la presenza di un lunotto, suddiviso in tre sezioni che si estendevano anche sulla fiancata.
Come sulla Maestro la trazione era anteriore, le sospensioni anteriori a ruote indipendenti (schema MacPherson), il retrotreno a ruote interconnesse, il cambio manuale a 5 marce e l'impianto frenante con dischi solo all'avantreno (dietro c'erano i classici tamburi).
Come la Maestro quindi, anche la Montego rinunciava, per problemi di costo, alle sofisticate sospensioni Hydragas.
La gamma dei motori, tutti a 4 cilindri in linea, ne includeva uno da 1275 cm³, con albero a camme laterale A-Series e i più moderni S-Series, con albero in testa, di 1596 e 1994 cm³. Il 2 litri era offerto sia con alimentazione a carburatore sia a iniezione,
Gli interni erano spaziosi e la plancia presentava una strumentazione digitale.
La gamma includeva le versioni:
- 1.3 (1275 cm³, 68 CV), negli allestimenti L e HL.
- 1.6 (1596 cm³, 86 CV), nelle varianti HL e HLS.
- 2.0 (1994 cm³, 102 CV) nel raffinato allestimento Mayfair.
- 2.0 EFI (1994 cm³ a iniezione, 115 CV) in versione MG.

Mentre l'allestimento Mayfair era particolarmente ricco (con ruote in lega e interni in velluto e radica) la versione MG aveva una caratterizzazione sportiva (spoiler anteriore, alettone nero sul cofano bagagli, ruote in lega, sedili sportivi).
Nel 1985 esordirono la Montego 2.0 MG Turbo ( pubblicizzata all'epoca sulle riviste del Regno Unito, come l'MG più veloce di tutti i tempi), spinta da un 4 cilindri 2 litri sovralimentato da un turbocompressore Garrett T3 con intercooler e carburatore SU, pistoni modificati Mahle e valvole raffreddate al sodio (150 CV), e la Montego Estate, ossia la variante familiare che poteva essere scelta anche in configurazione 7 posti.

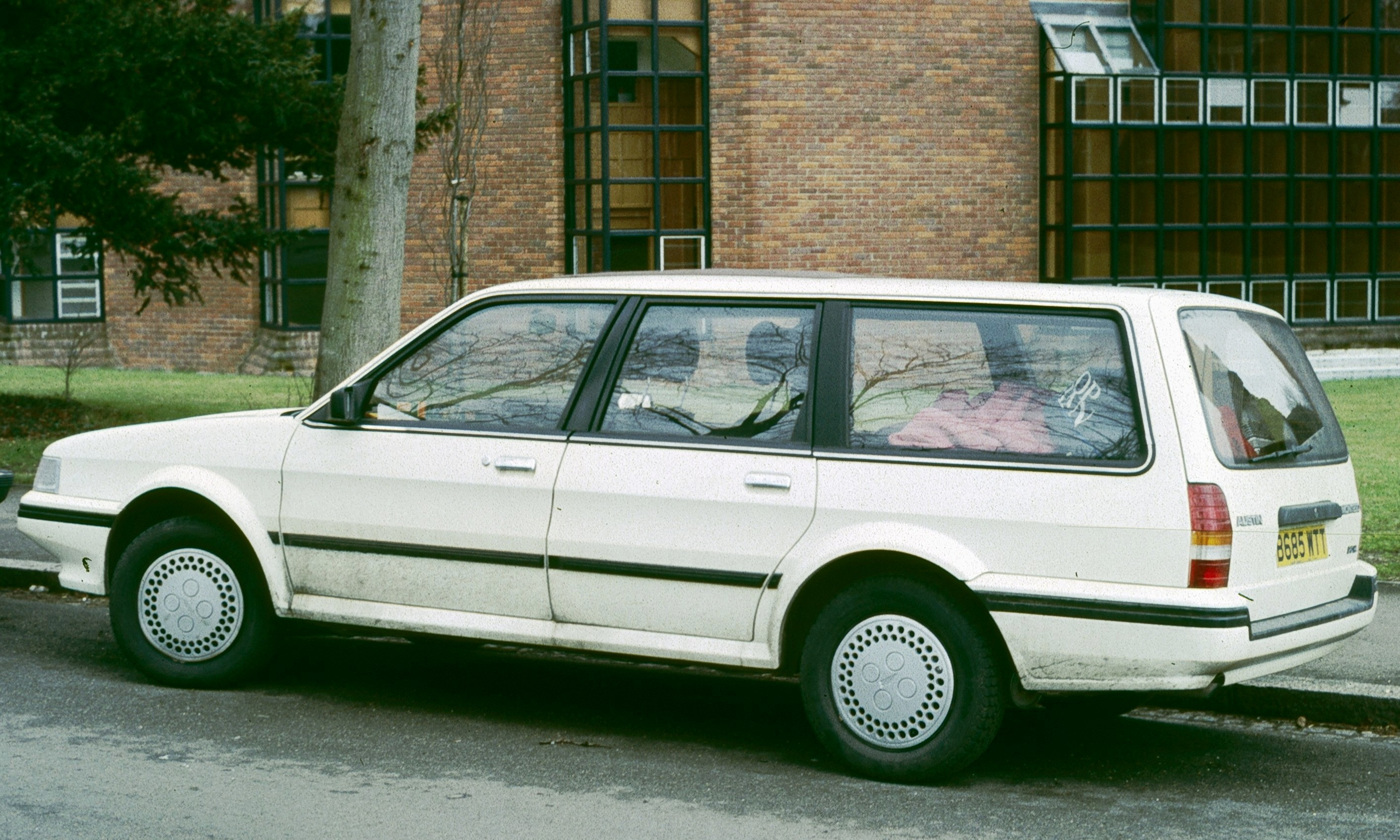
Una Montego Estate

Nel 1988, in occasione di un leggero facelift (lievi modifiche a frontale, paraurti e interni), esordì il propulsore 4 cilindri turbodiesel Perkins a iniezione diretta di 1994 cm³ da 81 CV.
Nel 1989, in seguito alla soppressione del marchio Austin, la Montego venne venduta come Rover. Con l'occasione la Estate 1.6 SL lasciò il posto alla Estate 2.0 SL (102 CV).

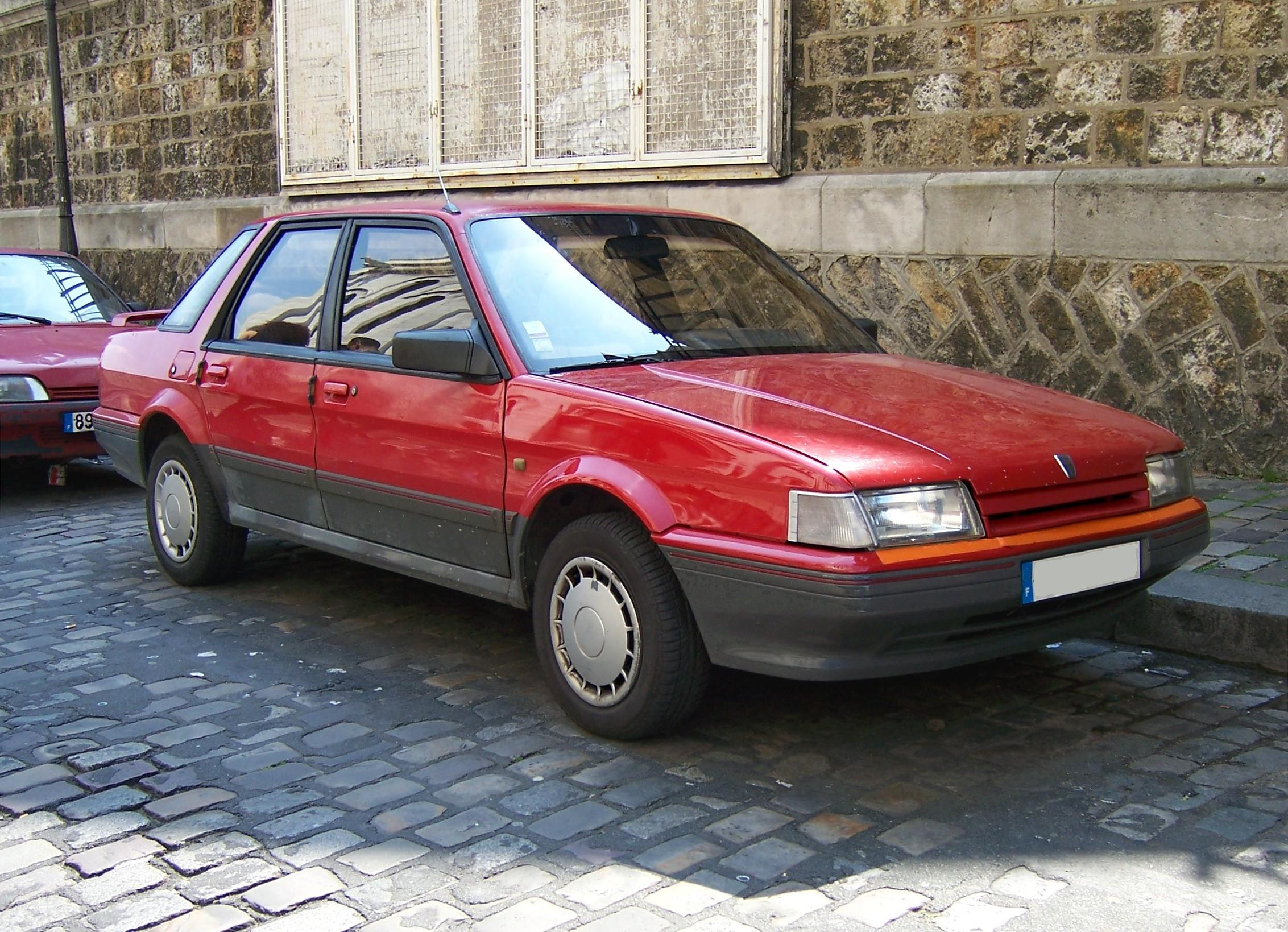
Una Rover Montego del 1993

## La produzione
La Montego venne prodotta complessivamente in 571 460 unità nell'arco di 10 anni mentre l'antenata Austin 18-22/Princess/Ambassador era stata prodotta in 257 000 esemplari nel periodo 1974-1984.

## Motorizzazioni
| Modello         | Disponibilità        | Motore  | Cilindrata (cm³) | Potenza max     | Coppia max (Nm) | Emissioni CO2 (g/km) | 0–100 km/h (secondi) | Velocità max (km/h) | Consumo medio (km/L) |
| 1.3             | dall'esordio al 1989 | Benzina | 1275             | 48 kW (66 CV)   | 102             | n.d                  | 14,0                 | 155                 | 15,4                 |
| 1.6             | dall'esordio al 1989 | Benzina | 1598             | 61 kW (83 CV)   | 132             | n.d                  | 11,7                 | 165                 | 13,9                 |
| 2.0 EFi MG      | dall'esordio al 1987 | Benzina | 1998             | 86 kW (117 CV)  | 182             | n.d                  | 9,5                  | 190                 | 11,9                 |
| 2.0 Turbo MG    | dall'esordio al 1988 | Benzina | 1998             | 110 kW (150 CV) | 224             | n.d                  | 7,7                  | 208                 | 11,6                 |
| 2.0 turbodiesel | dal 1988 al 1989     | Diesel  | 1993             | 59 kW (81 CV)   | 154             | n.d                  | 13,5                 | 165                 | 19,8                 |